# Myosoricinae
Chuột chù châu Phi hay chuột chù răng trắng châu Phi (Danh pháp khoa học: Myosoricinae) là một phân họ của họ Chuột chù (Soricidae). Như vậy, chúng tạo thành một trong ba loài chuột chù chính trong họ, hai dạng phân loài còn lại là chuột chù răng đỏ (Soricinae) và chuột chù răng trắng (Crocidurinae). 

## Phân loại
Chúng là những loài duy nhất trong số phân họ này được tìm thấy ở phía nam sa mạc Sahara, và do đó chúng đã được mô tả bằng tiếng Anh như những con chuột chù châu Phi (African shrews), nhưng thực tế cũng có nhiều loài chuột chù ở châu Phi và do đó thuật ngữ này thường được sử dụng rộng rãi hơn cho chuột chù có nguồn gốc từ Châu Phi nói chung.(Một thuật ngữ bản địa khác là những con chuột răng trắng châu Phi, mặc dù điều này kéo dài cùng một sự nhầm lẫn). Theo Furió thì nhóm chuột chù này nên được công nhận với trạng thái là một Tông thì hay hơn do những di chỉ được tìm thấy có liên quan đến phân họ nguyên thủy là Crocidosoricinae

## Các loài
Phân họ có ba chi và 20 loài.
- Phân họ Myosoricinae
  - Chi Congosorex - Chuột chù Congo 
    - C. phillipsorum
    - C. polli
    - C. verheyeni

  - Chi Myosorex - Chuột chù rừng
    - M. babaulti
    - M. blarina
    - M. cafer
    - M. eisentrauti
    - M. geata
    - M. gnoskei
    - M. kihaulei
    - M. longicaudatus
    - M. okuensis
    - M. rumpii
    - M. schalleri
    - M. sclateri
    - M. tenuis
    - M. varius
    - M. zinki

  - Chi Surdisorex - Chuột chù chũi châu Phi
    - S. norae
    - S. polulus
    - Surdisorex schlitteri